# François Cazalet
François Cazalet, né le 20 avril 1912 à Pau (Basses-Pyrénées) et mort le 18 janvier 2004 à Rébénacq (Pyrénées-Atlantiques), est un grimpeur, pyrénéiste et alpiniste français, un des fondateurs du Groupe pyrénéiste de haute montagne.

## Biographie

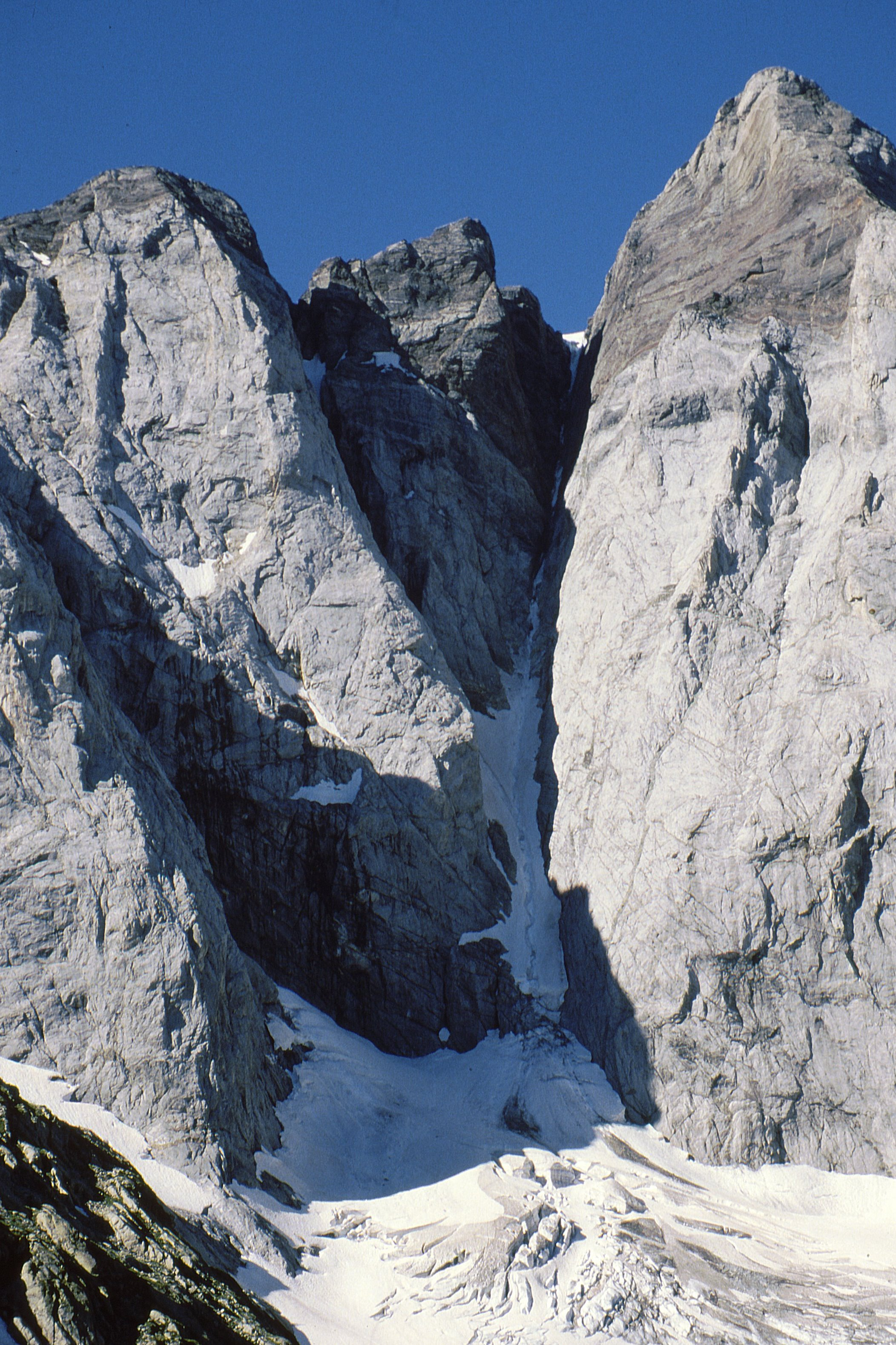
La face nord du Vignemale, au centre le couloir de Gaube

À l’école communale, François Cazalet a un rival avec qui il échange régulièrement des coups, c’est Henri Barrio, qui sera comme lui un grand pyrénéiste, en perpétuelle rivalité, et néanmoins partageant une mutuelle admiration et une amitié secrète mais indéfectible.
Très tôt il se tourne vers la montagne : à seize ans, il effectue la première de l’arête sud de la Pène Sarrière dans les deux sens. Le 11 septembre 1928, il est en train de pêcher dans le Gave lorsque survient Henri Sarthou de Pau, alors âgé de 25 ans. Ensemble ils font l’ascension du couloir Pombie-Suzon, et atteignent la pointe Jean Santé. Puis il grimpe en solo le Capéran de Sesques.
En 1931, il rencontre Robert Ollivier sur la Crête du Diable au Balaïtous. Cette rencontre va être décisive : ils partagent les mêmes vues sur l’évolution du pyrénéisme vers une pratique plus exigeante, plus moderne, et l’amener au niveau de l’alpinisme national et international en réunissant les meilleurs grimpeurs. Ce sont les mêmes intentions qu’affichait le « Groupe des Jeunes » fondé par Jean Arlaud, mais dont l’activité leur semble quelque peu écrasée par la forte personnalité du docteur Arlaud. Le 11 juillet 1933, Robert Ollivier, François Cazalet, Henry Le Breton, Henri Lamarthe et Jean Senmartin fondent le Groupe pyrénéiste de haute montagne (GPHM). Pour marquer cette naissance, ils décident de réaliser une ascension qui marquera les esprits. François Cazalet a déjà son idée : il s’agit de rééditer la mythique ascension du couloir de Gaube au Vignemale, l’exploit d’Henri Brulle, Célestin Passet et leurs compagnons, réalisé quarante-quatre ans plus tôt (en 1889) et réputé impossible à répéter. D’ailleurs Jean Arlaud y a échoué il y a peu, en 1927.
L’ascension du couloir est prévue, et annoncée, pour le 15 juillet. Ce jour-là la cordée, composée des membres fondateurs du GPHM (sauf Le Breton), est à pied-d’œuvre. Au cours de l’ascension, ils découvrent des broches à glace et des pitons qui ne laissent aucun doute sur l’identité de leur propriétaire, puis un piolet. On reconnait le matériel d’Henri Barrio. Ayant appris la nouvelle du projet, Barrio a convoqué immédiatement ses compagnons de cordée, Joseph Aussat et Joseph Loustaunau, et est parti à l’assaut du couloir, pensant les rejoindre, mais en fait avec deux jours d’avance. Les deuxième et troisième du couloir de Gaube auront donc été faites presque simultanément. Cazalet, furieux après son rival, emporte le piolet, en disant « dans un an et un jour, il est à moi ». Un an moins un jour plus tard, Barrio vient chercher son piolet, mais les deux ennemis ne se réconcilient pas pour autant. À de nombreuses reprises, Cazalet se retrouve ainsi devancé par Barrio. Ils finissent naturellement par se retrouver dans une même cordée.
En septembre 1935, avec Roger Mailly, il fait la première de la face nord du Capéran de Sesques.
En 1938, Cazalet reçoit de la préfecture de Pau son brevet de guide de haute montagne, sans avoir passé d’examen, et il est instructeur à l’EHM de Chamonix. Il entreprend donc des ascensions dans les Alpes. Avec Roger Mailly, ils tentent la face ouest des Drus. Ils essaient de rejoindre le dièdre sur la gauche de la paroi, qui rejoint sur l’arête la Niche des Drus, le glacier suspendu de la face nord. Le dièdre est appelé depuis dièdre Mailly.

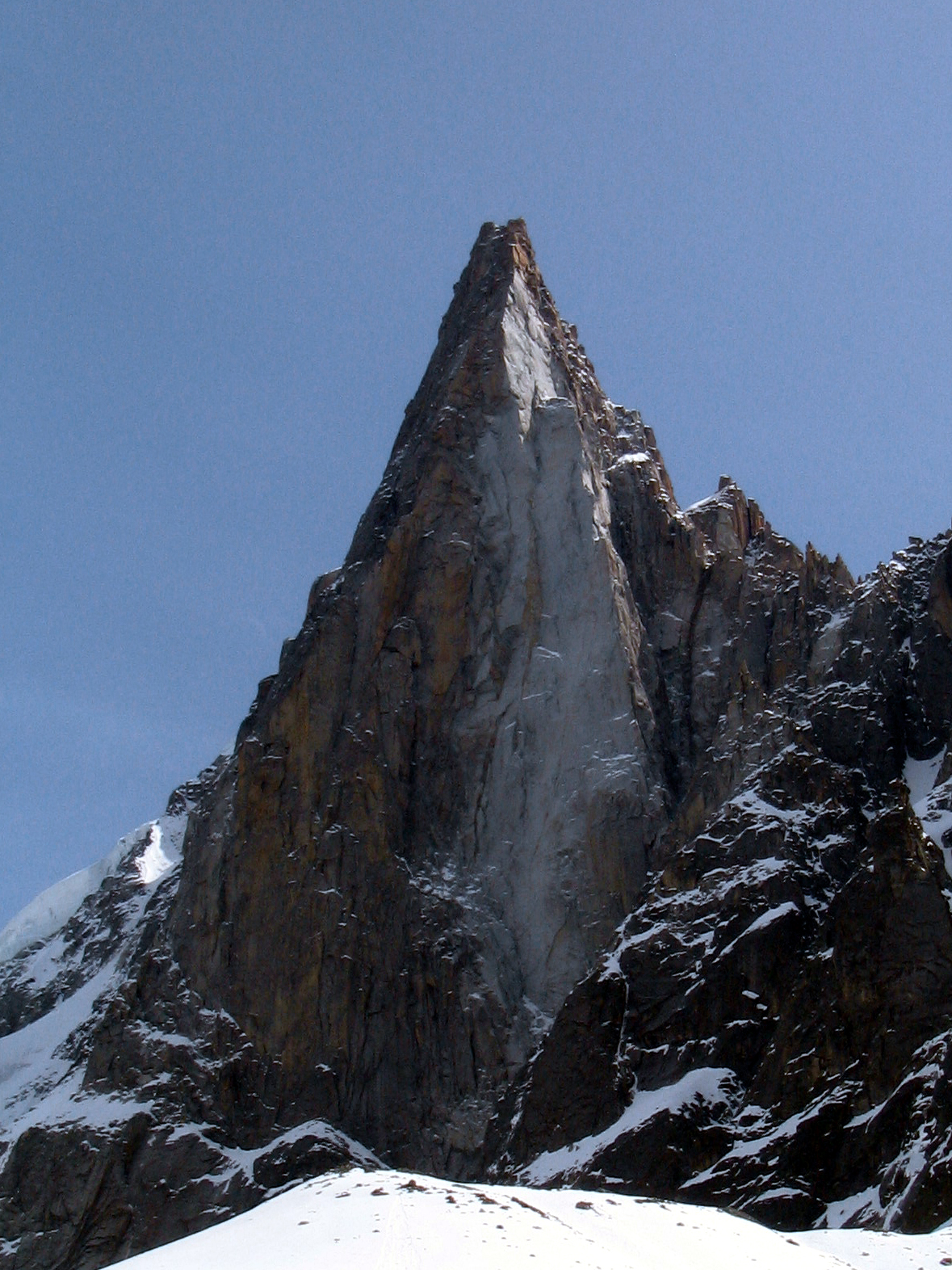
La face ouest des Drus en mai 2006. La zone plus claire à droite est celle de l'éboulement de 2005

François Cazalet a laissé un livre de souvenirs, Mes souvenirs de guerre, édité à compte d’auteur (2003).

## Sources
- Aiguilles d’Ansabère : François Cazalet
- Balades-Pyrénées